# 2011 en sport automobile
Chronologie du Sport automobile
2010 en sport automobile - 2011 en sport automobile - 2012 en sport automobile

## Par mois

### Janvier
- 12 janvier : le pilote argentin Clemar Bucci décède. Il a notamment disputé cinq Grands Prix de Formule 1 entre 1954 et 1955 sur des Gordini et Maserati 250F des équipes Gordini et Officine Alfieri Maserati.
- 16 janvier : dans le Rallye Dakar, l'Espagnol Marc Coma (KTM) s'impose en moto, le Qatari Nasser Al-Attiyah (Volkswagen) gagne chez les autos et l'équipage russe mené par Vladimir Chagin (KamAZ) enlève le classement des camions[1].
- 19 janvier : le Rallye automobile Monte-Carlo (IRC) célèbre son centenaire[2]. Il est remporté le 22 janvier par Bryan Bouffier et Xavier Panseri sur une Peugeot 207 S2000.
- 30 janvier : le Chip Ganassi Racing remporte les 24 Heures de Daytona avec les pilotes Scott Pruett, Memo Rojas, Graham Rahal et Joey Hand sur une Riley-BMW.

### Février
- Les quatre courses de GP2 Asia Series prévues en février et en mars à Bahreïn sont annulées en raison du Soulèvement bahreïni de 2011, elles sont remplacées par deux courses sur le circuit d'Imola en mars.
- 6 février : lors de la « Ronde di Andora », le pilote polonais Robert Kubica sort de la route violemment et se blesse grièvement, il ne dispute pas le début de la saison 2011 de Formule 1.
- 20 février : en NASCAR, Trevor Bayne devient le plus jeune pilote à remporter le Daytona 500 à vingt ans et le lendemain de son anniversaire. Il est aussi le premier à remporter cette course lors de sa première participation.

### Mars
- Le Grand Prix de Bahreïn est annulé en raison du Soulèvement bahreïni de 2011. Le début de la saison de Formule 1 a lieu à Melbourne le 27 mars.
- 19 mars : le Team Oreca Matmut remporte les 12 Heures de Sebring avec les pilotes Nicolas Lapierre, Loïc Duval et Olivier Panis sur une Peugeot 908 HDi FAP.
- 20 mars : Romain Grosjean remporte le championnat GP2 Asia Series.
- 27 mars, (Formule 1) : Grand Prix d'Australie.

### Avril
- 3 avril :
  - Le Pescarolo Team remporte les 6 Heures du Castellet avec les pilotes Emmanuel Collard, Christophe Tinseau et Julien Jousse sur une Pescarolo 01. Il s'agit de la première course de la nouvelle structure dirigée par Henri Pescarolo après une saison d'absence consécutive à la liquidation judiciaire de son ancienne écurie.
  - Victoire de Kevin Harvick lors de la Goody's Fast Relief 500 sur le Martinsville Speedway en NASCAR Sprint Cup.
- 10 avril (Formule 1) : Grand Prix de Malaisie.
- 17 avril (Formule 1) : Grand Prix de Chine.

### Mai
- En raison du Séisme de la côte Pacifique du Tōhoku, les premières courses de la saison de Formula Nippon sont reportées. La saison débute le 15 mai à Suzuka.
- Pour préparer la course de Rolex Sports Car Series disputée sur le Virginia International Raceway, l'équipe du Chip Ganassi Racing fait l'objet avec succès d'un avis de recherche symbolique de la part des organisateurs pour essayer de mettre fin à la série victorieuse qui dure depuis août 2010[3]. Cette course est alors remportée par João Barbosa, Terry Borcheller et Jamie C. France.
- 15 mai : le pilote Pete Lovely décède. Il a pris le départ de sept Grand Prix de Formule 1 entre 1960 et 1971.
- 21 et 22 mai : les premières courses françaises de voitures électriques ont lieu à l'occasion du Grand Prix de Pau. Les voitures sont dérivées des Andros Car conçues par Exagon Engineering et utilisées en Trophée Andros depuis 2010[4]. Les deux courses sont remportées par Mike Parisy et Adrien Tambay.
- 22 mai (Formule 1) : Grand Prix d'Espagne.
- 28 mai : lors de la quatrième course de VLN de la saison la victoire est revenue à la Porsche 911 GT3 R Hybrid conduite par Marco Holzer, Patrick Long et Richard Lietz. Il s'agit de la première victoire d'une voiture hybride dans une compétition automobile d'importance[5].
- 29 mai (Formule 1) : Grand Prix de Monaco.

### Juin
- 3 juin : le journaliste sportif et pilote José Rosinski décède. Il commentait les Grand Prix de Formule 1 sur TF1 dans les années 1980.
- 11 juin : départ de la soixante-dix-neuvième édition des 24 Heures du Mans.
- 12 juin : 
  - Audi Sport Team Joest remporte les 24 Heures du Mans avec les pilotes Marcel Fässler, André Lotterer et Benoît Tréluyer sur une Audi R18 TDI.
  - Formule 1 : Grand Prix du Canada.
- 19 juin : le Manthey Racing retrouve la victoire dans les 24 Heures du Nürburgring avec les pilotes Marc Lieb, Timo Bernhard, Romain Dumas et Lucas Luhr sur une Porsche 911 GT3-RSR. L'écurie égale le record de cinq victoires du Schnitzer Motorsport et décroche sa cinquième victoire dans les six dernières saisons.
- 26 juin (Formule 1) : Grand Prix d'Europe

### Juillet
- 1er juillet : le pilote Louis Rosier Jr. décède des suites d'un AVC. Il a remporté les 24 Heures du Mans 1950 et était le plus ancien vainqueur des 24 Heures du Mans encore en vie. La légende retient qu'il n'aurait couru que quelques minutes lors de sa victoire mais une confusion aurait été possible puisqu'il partageait le volant avec son père et homonyme Louis Rosier[6].
- 10 juillet (Formule 1) : Grand Prix de Grande-Bretagne.
- 24 juillet (Formule 1) : Grand Prix d'Allemagne.
- 31 juillet : 
  - Audi Sport Team WRT remporte les 24 Heures de Spa avec les pilotes Mattias Ekström, Timo Scheider et Gregory Franchi sur une Audi R8 LMS. Il s'agit de la première victoire d'Audi dans cette épreuve.
  - Formule 1 : Grand Prix de Hongrie.

### Août
- 28 août (Formule 1) : Grand Prix de Belgique.

### Septembre
- 11 septembre (Formule 1) : Grand Prix d'Italie.
- 25 septembre (Formule 1) : Grand Prix de Singapour.

### Octobre
- 9 octobre : en terminant troisième du Grand Prix du Japon, Sebastian Vettel remporte son deuxième titre de champion du monde à quatre courses de la fin de la saison.
- 16 octobre (Formule 1) : Grand Prix de Corée du Sud.
- 30 octobre (Formule 1) : Grand Prix d'Inde.

### Novembre
- 13 novembre (Formule 1) : Grand Prix d'Abou Dabi.
- 27 novembre (Formule 1) : Grand Prix du Brésil.

## Décès
- 12 janvier : Clemar Bucci, pilote automobile argentin. (° 4 septembre 1920).
- 8 février : Luiz Bueno, pilote automobile brésilien. (° 16 janvier 1937 ).

- 3 mai : Günther Bechem, pilote automobile allemand, ayant participé à 4 Grands Prix de Formule 1 dont 2 hors championnat. (° 21 décembre 1921).
- 3 juin : José Rosinski, journaliste sportif et coureur automobile français. (° 13 avril 1936).
- 1er juillet : Jean-Louis Rosier, pilote automobile français (° 14 juin 1925)
- 10 juillet : Georg Plasa, pilote automobile de courses de côte allemand, (° 9 avril 1960).
- 13 août :  Chris Lawrence, pilote automobile anglais. (° 27 juillet 1933).
- 11 septembre : Christian Bakkerud, pilote automobile danois. (° 3 novembre 1984).
- 19 septembre : Bernard Collomb, pilote automobile français, ayant participé à 28 Grand Prix de Formule 1 dont 24 hors championnat. (° 7 octobre 1930).
- 16 octobre : Dan Wheldon, pilote automobile britannique. (° 22 juin 1978).